# Jinjiang (sockenhuvudort i Kina, Jiangxi Sheng, lat 27,59, long 114,99)
Jinjiang är en sockenhuvudort i Kina. Den ligger i provinsen Jiangxi, i den sydöstra delen av landet, omkring 150 kilometer sydväst om provinshuvudstaden Nanchang. Antalet invånare är 10 206. Befolkningen består av 4 800 kvinnor och 5 406 män. Barn under 15 år utgör 19,0 %, vuxna 15-64 år 71 %, och äldre över 65 år 8,0 %.
Runt Jinjiang är det ganska tätbefolkat, med 129 invånare per kvadratkilometer. Närmaste större samhälle är Baqiu, 16,7 km öster om Jinjiang. I omgivningarna runt Jinjiang växer huvudsakligen savannskog.
Genomsnittlig årsnederbörd är 2 066 millimeter. Den regnigaste månaden är juni, med i genomsnitt 330 mm nederbörd, och den torraste är oktober, med 24 mm nederbörd.